# Stuben am Arlberg
Stuben am Arlberg è un comune austriaco di 86 abitanti dello stato federato del Vorarlberg, situato all'estremità orientale della Klostertal ai piedi dell'Arlberg. La nota stazione sciistica appartiene al comune di Klösterle.

## Origine del nome
La prima menzione di Stuben come stazione di posta risale al 1330. Secondo la tradizione, il nome Stuben deriva dal termine Wärmestube, traducibile in italiano come “salotto caldo”. Stuben era l'ultimo luogo di riposo e ristoro prima del Passo dell'Arlberg. Qui erano soliti fermarsi viaggiatori, mulattieri e carrettieri durante i lunghi inverni. Nel documento del 1330 Stuben, descritta come stazione di posta, veniva inoltre definita come des Kaisers größte Stuben "il più in alto salotto dell’imperatore", in riferimento all’altitudine della località.
Nel XVIII secolo, in seguito ai miglioramenti apportati al Passo dell'Arlberg per volere dell’arciduchessa Maria Teresa e di suo figlio Giuseppe II, l'industria tessile di Stuben iniziò a prosperare e il traffico postale aumentò.

## Economia

### Lo sviluppo del turismo alpino

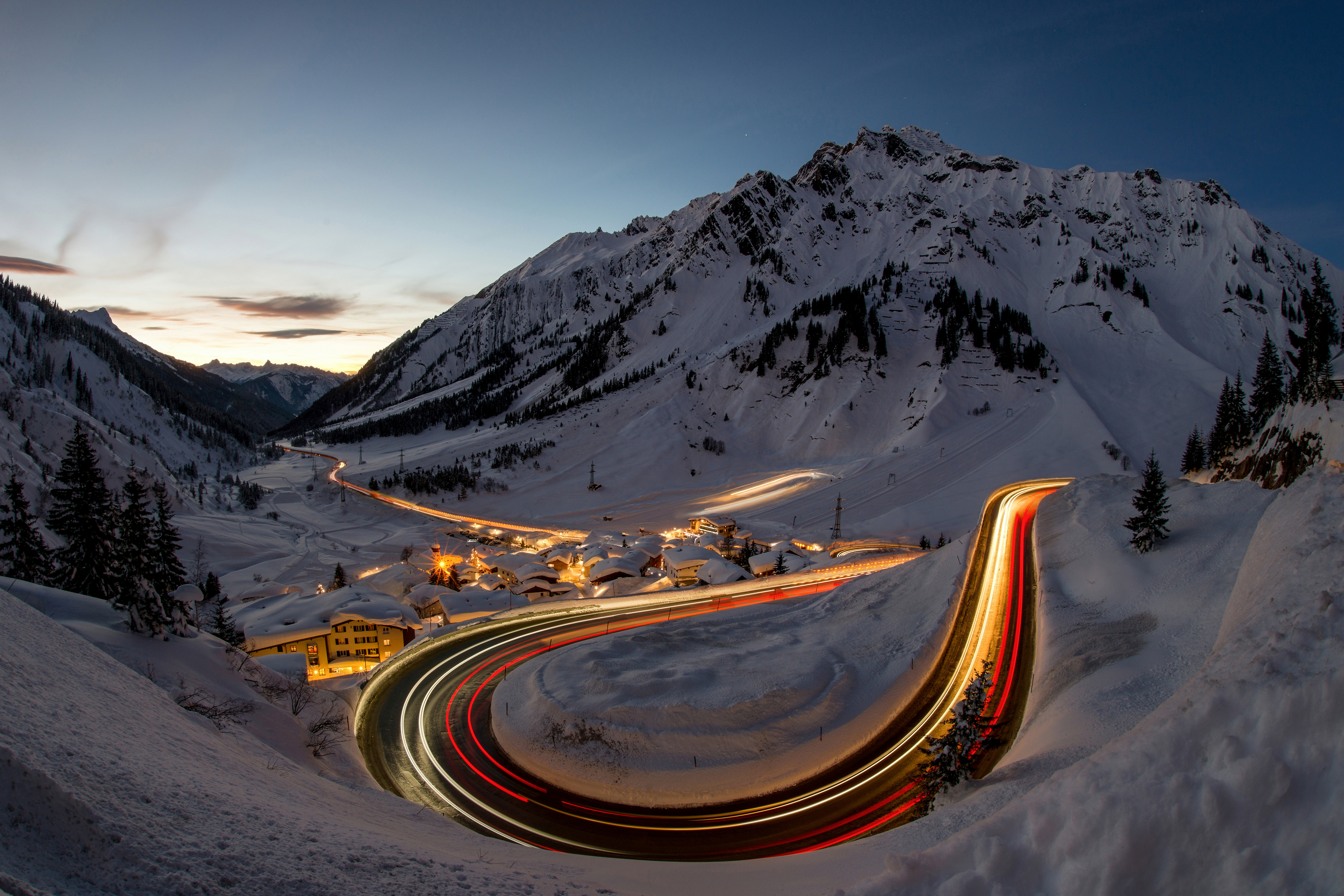
Stuben am Arlberg (Passo dell'Arlberg)

Alla fine del XIX secolo lo sviluppo del turismo e dello sci andarono di pari passo. Stuben ne trasse vantaggio e divenne una popolare stazione sciistica. Lo sciatore a attore Hannes Schneider, nato a Stuben, ebbe un ruolo fondamentale nel diffondere la nomea della località come prestigiosa stazione di sport invernali.
All'inizio del XX secolo, Stuben cominciò ad attirare i primi sciatori dalla regione del lago di Costanza (per esempio Viktor Sohm, che divenne il maestro di Hannes Schneider). Fridtjof Nansen, che ha contribuito a rendere lo sci popolare in Europa, ha visitato Stuben nel 1912. Questi inizi dello sci a Stuben furono però rallentati dalla prima guerra mondiale.

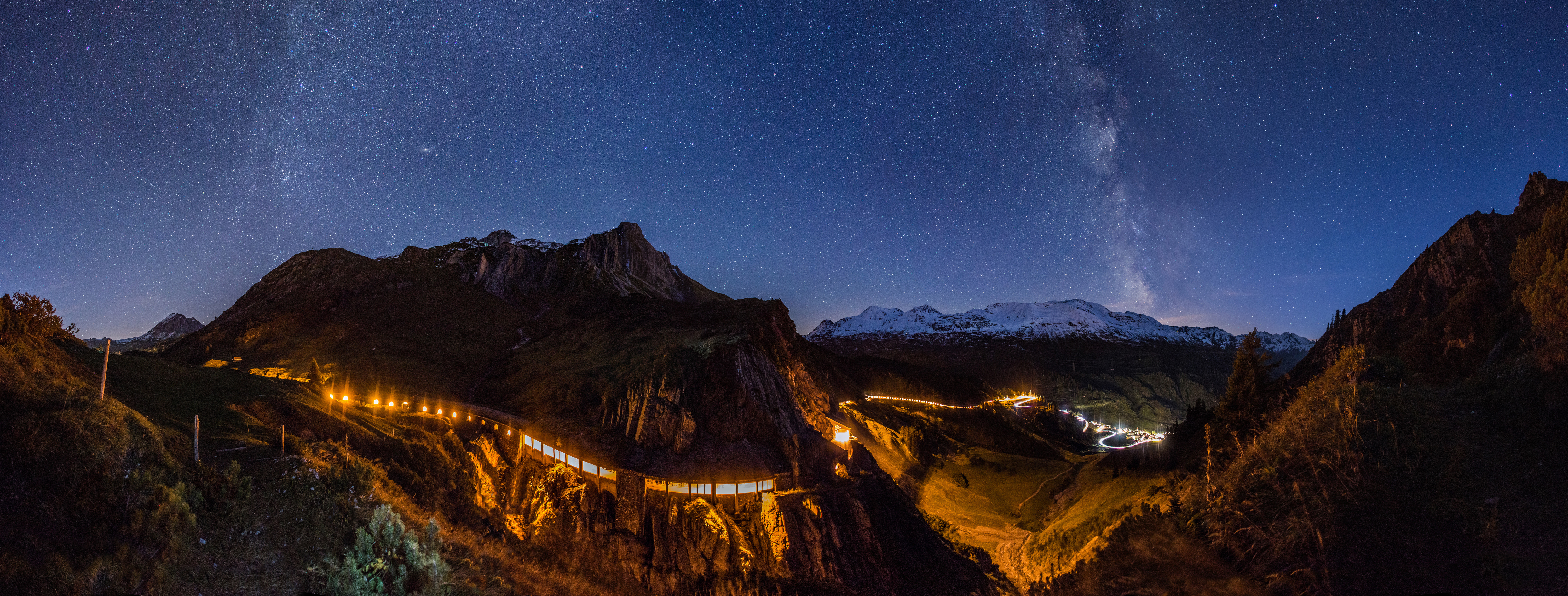
Vista panoramica su Flexenpass, Arlbergstraße e Stuben.

La stretta posizione montana del comune sull'Arlberg, l'ampia attività d'investimento di molte imprese, soprattutto quelle delle società di funivie, ha fatto del turismo il settore economico trainante della regione. Oggi Stuben è principalmente una città turistica nel centro della regione dell'Arlberg e si trova direttamente sul comprensorio sciistico dello Ski Arlberg. I comprensori sciistici della famiglia Sonnenkopf a ovest e quelli dell’Alberg a est garantiscono turismo tutto l'anno.

## Infrastruttura
Dal 1956 una seggiovia in due sezioni conduce da Stuben all'Albona (2400 m s.l.m.), una montagna sciistica nel Gruppo del Verwall a sud del villaggio, nota per le sue opportunità di freeride in neve fresca lontano dalle piste e quindi uno dei marchi di fabbrica della regione sciistica di Arlberg. L'area sciistica intorno all'Albona fa parte della rete di impianti di risalita skiarea dell'Arlberg.
Sull'Alpe Rauz, la seggiovia Valfagehrbahn (seggiovia coperta ad alta velocità a 6 posti con sedili riscaldati) conduce al Pfannenkopf e alla Ulmer Hütte.

### Impianti di risalita di Stuben am Arlberg
| Nome           | Anno di costruzione | Sistema | Altitudine stazione di partenza | Altitudine stazione d'arrivo | Lunghezza | Capacità [persone/ora] | periodo invernale | periodo estivo |
| -------------- | ------------------- | ------- | ------------------------------- | ---------------------------- | --------- | ---------------------- | ----------------- | -------------- |
| Albonabahn I   | 1983                | 2-CLF   | 1408 m                          | 1902 m                       | 1354 m    | 1440                   | in servizio       | chiuso         |
| Albonabahn II  | 2016                | 10-MGD  | 1642 m                          | 2320 m                       | 2191 m    | 2000                   | in servizio       | chiuso         |
| Albonagratbahn | 1985                | 2-CLF   | 2085 m                          | 2394 m                       | 954 m     | 1440                   | in servizio       | chiuso         |
| Angerlift      | 1982                | skilift | 1408 m                          | 1453 m                       | 222 m     | 513                    | in servizio       | chiuso         |
| Flexenbahn     | 2016                | 10-MGD  | 1665 m                          | 2227 m                       | 1740 m    | 2400                   | in servizio       | chiuso         |
| Rauzlift       | 2016                | 2-SL    | —                               | —                            | —         | —                      | in servizio       | chiuso         |
| Valfagehrbahn  | 2005                | 6-CLD/B | 1664 m                          | 2281 m                       | 2188 m    | 2600 m                 | in servizio       | chiuso         |
| Walchlift      | 1956/1973           | 2-SL    | 1408 m                          | 1532 m                       | 436 m     | 1123 m                 | in servizio       | chiuso         |